# Januszewo (województwo kujawsko-pomorskie)
Januszewo – wieś w Polsce położona w województwie kujawsko-pomorskim, w powiecie toruńskim, w gminie Chełmża.
| SIMC    | Nazwa    | Rodzaj    |
| ------- | -------- | --------- |
| 0841969 | Karolewo | część wsi |

W latach 1975–1998 miejscowość administracyjnie należała do województwa toruńskiego. Według Narodowego Spisu Powszechnego (III 2011 r.) liczyła 57 mieszkańców. Jest najmniejszą miejscowością gminy Chełmża.